# Deltochilum dentipes
Deltochilum dentipes är en skalbaggsart som beskrevs av Johann Friedrich von Eschscholtz 1822. Deltochilum dentipes ingår i släktet Deltochilum och familjen bladhorningar. Inga underarter finns listade i Catalogue of Life.